# OnyX
OnyX è un software freeware per macOS creato dallo sviluppatore francese Joël Barrière. È uno strumento multifunzione per la manutenzione e l'ottimizzazione e può controllare alcuni programmi della famiglia unix base presenti già in Mac OS X. Esso può anche aiutare a impostare preferenze nascoste altrimenti modificabili usando un editor di file plist o l'Interfaccia a riga di comando. Esso è diventato un programma molto apprezzato dalla community Mac, in parte grazie al suo vasto supporto.

## Caratteristiche
- Verifica stato S.M.A.R.T.
- Verifica della struttura del file system sul disco d'avvio
- Riparazione dei privilegi
- Controllo sintassi .plist utente e sistema
- Configurazione di alcuni parametri nascosti dal Sistema o da altre applicazioni
- Svuota cache Sistema, Utente, Internet e Font
- Svuotamento cestino forzata
- Ricostruzione Launch Services
- Ricostruzione index Spotlight e Mail

## Sviluppo
Creato nel 2003 da Joël Barrière, a.k.a. Titanium, il programma era stato originariamente pensato per le esigenze personali dell'autore. Sviluppato usando Xcode, ambiente di sviluppo software Apple (Cocoa + AppleScript Studio + Objective-C), OnyX è regolarmente aggiornato dal suo autore prendendo in considerazione consigli e suggerimenti degli utenti. Il programma per fare il suo lavoro usa utility UNIX standard di macOS, permettendo il loro controllo tramite una interfaccia utente grafica. OnyX è freeware.

## Versioni
OnyX ha diverse versioni, ognuna specifica per ogni versione di Mac OS X e non sono retrocompatibili. Il programma potrebbe non funzionare correttamente se usato con versione di Mac OS X diverse da quella per cui è stato creato.
- Mac OS X Jaguar: OnyX versione 1.3.1
- Mac OS X Panther: OnyX versione 1.5.3
- Mac OS X Tiger: OnyX versione 1.8.6
- Mac OS X Leopard: OnyX versione 2.0.6
- OS X Snow Leopard: OnyX versione 2.4.0
- OS X Lion: OnyX versione 2.4.8
- OS X Mountain Lion: OnyX versione 2.7.4
- OS X Mavericks: OnyX versione 2.8.8
- OS X Yosemite: OnyX versione 3.0.1
- OS X El Capitan: OnyX versione 3.1.2